# Unorthodox Jukebox
Unorthodox Jukebox —en español: Rocola no convencional— es el segundo álbum de estudio del Cantante Bruno Mars, lanzado el 7 de diciembre de 2012 por Atlantic Records. El 4 de diciembre de 2012, el álbum estaba disponible para escucharse completo una semana antes de su lanzamiento. Mars coescribió el álbum y trabajó con productores como The Smeezingtons, Mark Ronson, Jeff Bhasker, Emile Haynie, Supa Dups, Diplo, Benny Blanco y Paul Epworth.
El álbum tiene influencias de pop-soul, jazz, funk, disco, quiet storm, reggae rock y soft rock. Sus canciones son caracterizadas por el estilo habitual de Mars de componer melodías y arreglos, y aunque su composición explora temas como el amor, el desamor y relaciones, Unorthodox Jukebox incorpora letras y temas más explícitas que en su álbum anterior, como el sexo, venganza, la ira y el chauvinismo.
El primer sencillo del álbum, "Locked Out of Heaven", fue un éxito comercial, llegando al Billboard Hot 100 durante seis semanas consecutivas y entre los 10 mejores temas en más de 20 países. Su segundo sencillo "When I Was Your Man", también llegó al puesto número uno en el Hot 100 y experimentó un éxito comercial similar. "Treasure" fue lanzada como el tercer sencillo oficial del álbum en mayo de 2013, llegando al puesto número 5 en el Hot 100 con un menor éxito comercial que los anteriores sencillos. El cuarto sencillo, "Gorilla", llegó al puesto número 22 en el Hot 100, convirtiéndose en el primer sencillo en no llegar al Top 10, poniendo fin a su racha. Fue el álbum más vendido del 2013 y recibió el Grammy a Mejor Álbum Pop Vocal.

## Historia
En una entrevista para The Huffington Post, Bruno Mars se mostró confiado en decir que se tomaría su tiempo en crear y pulir su segundo álbum. "Va a venir cuando venga, creo que sentimos un poco de prisa con el último álbum, que fue lanzado en una fecha límite. Definitivamente no queremos sentirnos así de nuevo... Queremos que sea perfecto."
Mars declaró en una entrevista con Billboard: "Seré yo entrando al estudio y grabando y escribiendo lo que quiera. Este álbum representa mi libertad. He tenido a grandes presidentes de grandes discográficas mirándome y diciéndome, 'Tu música apesta, no sabes quién eres, y no sabemos cómo comercializar este material.' Eso fue repugnante para mí, porque no estoy tratando de ser un acto de circo. Escucho mucha música, y quiero tener la libertad y el lujo de entrar a un estudio y decir, 'Hoy quiero hacer un álbum con hip-hop, R&B, soul o de rock.'"
Al ser entrevistado por Billboard, Mars confesó que pidió personalmente que los productores Mark Ronson y Jeff Bhasker colaboraran con él. "No se trata de lo que está de moda en la radio o la manera más rápida de hacer dinero, estos tipos son audaces, haciendo la música que quieren hacer." A pesar de ser consciente de la importancia de la melodía y las letras, Mars recuerda la mayor lección que se le enseñó cuando empezó a escribir canciones centradas en el ritmo: ¿Te hace mover? ¿Te hace bailar? Ya sea si la canción es movida o una balada, Mars dice, "La canción necesita un pulso." Eso es lo que él trató de hacer con este álbum.

## Sencillos
Locked Out of Heaven fue lanzado como el primer sencillo del álbum el 1 de octubre de 2012. Ha sido descrito como teniendo una fuerte influencia de música New Wave, con un sorprendente parecido a Message in a Bottle y Roxanne de The Police, The Romantics' "Talking in Your Sleep", e incluso "Beat It" de Michael Jackson. Ha recibido comentarios positivos por parte de la crítica y ha tenido un gran rendimiento comercial en diferentes partes del mundo logrando ser top 5 en 21 países, también llegando al número 1 en Estados Unidos manteniéndose 6 semanas seguidas en el Billboard Hot 100. Ha recibido 3 candidaturas a los premios Grammy 2014 en las categorías de grabación del año, canción del año y mejor grabación remixada, no clásica.
When I Was Your Man fue lanzado como el segundo sencillo del álbum el 15 de enero de 2013. Se grabó un video de la canción, el cual cuenta con Bruno cantando la canción mientras toca el piano en el que parece ser un programa de los años 70 u 80. When I Was Your Man también como su antecesora logró alcanzar el número 1 en el Billboard Hot 100, pero solo se mantuvo 1 semana en la cima del conteo.
Treasure fue lanzado como el tercer sencillo el del álbum el 17 de junio de 2013. El sencillo recibió críticas positivas y tuvo gran recibimiento comercial en muchos países, en los Estados Unidos logró la 5.ª posición y la 4.ª en Canadá logrando un nuevo top 5.
Gorilla fue lanzado como el cuarto sencillo y ha logrado entrar en diferentes listas del mundo, luego de la buena recepción de la canción, llegando a la posición 22 en Estados Unidos, Mars decidió sacar la versión G-Mix con los cantantes R. Kelly y Pharrell.

## Lista de canciones
| Edición estándar |                        |                                                                     |                                                |          |  |
| N.º              | Título                 | Escritor(es)                                                        | Productor(es)                                  | Duración |  |
| 1.               | «Young Girls»          | Bruno Mars, Philip Lawrence, Ari Levine, Jeff Bhasker, Emile Haynie | The Smeezingtons, Bhasker, Haynie              | 3:49     |  |
| 2.               | «Locked Out of Heaven» | Mars, Lawrence, Levine                                              | The Smeezingtons, Bhasker, Haynie, Mark Ronson | 3:53     |  |
| 3.               | «Gorilla»              | Mars, Lawrence, Levine                                              | The Smeezingtons, Ronson, Bhasker, Haynie      | 4:04     |  |
| 4.               | «Treasure»             | Mars, Lawrence, Levine, Phredley Brown                              | The Smeezingtons                               | 2:59     |  |
| 5.               | «Moonshine»            | Mars, Lawrence, Levine, Andrew Wyatt, Bhasker, Ronson               | The Smeezingtons, Bhasker, Ronson              | 3:49     |  |
| 6.               | «When I Was Your Man»  | Mars, Lawrence, Levine, Wyatt                                       | Bruno Mars                                     | 3:34     |  |
| 7.               | «Natalie»              | Mars, Lawrence, Ari Levine, Benjamin Levin, Paul Epworth            | The Smeezingtons, Benny Blanco*, Epworth*      | 3:45     |  |
| 8.               | «Show Me»              | Mars, Lawrence, Levine, Dwayne Chin-quee, Mitchum Chin              | The Smeezingtons, Supa Dups                    | 3:28     |  |
| 9.               | «Money Make Her Smile» | Mars, Lawrence, Levine, Chris Brown                                 | The Smeezingtons, Diplo*                       | 3:24     |  |
| 10.              | «If I Knew»            | Mars, Lawrence, Levine                                              | The Smeezingtons                               | 2:13     |  |
| 34:51            |                        |                                                                     |                                                |          |  |

| Target deluxe edition bonus tracks |                                            |                                                                 |                                                            |          |  |
| N.º                                | Título                                     | Escritor(es)                                                    | Productor(es)                                              | Duración |  |
| 11.                                | «Old & Crazy» (con Esperanza Spalding)     | Mars, Tony Bennett, Lawrence, Levine, Spalding, Bhasker, Haynie | The Smeezingtons, Dae Bennett, Bhasker, Haynie*            | 1:55     |  |
| 12.                                | «Young Girls» (Demo Version)               | Mars, Lawrence, Levine, Bhasker, Haynie                         | The Smeezingtons                                           | 3:38     |  |
| 13.                                | «Gorilla» (Demo Version)                   | Mars, Lawrence, Levine                                          | The Smeezingtons, Ronson, Bhasker, Haynie                  | 3:42     |  |
| 14.                                | «Moonshine» (The Futuristics Remix)        | Mars, Lawrence, Levine, Bhasker, Wyatt, Ronson                  | The Smeezingtons, Bhasker, Ronson, The Futuristics         | 3:42     |  |
| 15.                                | «Locked Out of Heaven» (Major Lazer Remix) | Mars, Lawrence, Levine                                          | The Smeezingtons, Ronson, Bhasker, Haynie, Junior Blender* | 4:04     |  |
| 54:01                              |                                            |                                                                 |                                                            |          |  |

(*) indica coproducción

## Listas
| Lista (2012–14)                    | Mejor posición |
| ---------------------------------- | -------------- |
| Argentine Albums Chart             | 8              |
| Australian Albums Chart            | 1              |
| Austrian Albums Chart              | 4              |
| Belgian Albums Chart (Flanders)    | 4              |
| Belgian Albums Chart (Wallonia)    | 4              |
| Canadian Albums Chart              | 1              |
| Czech Albums Chart                 | 21             |
| Danish Albums Chart                | 6              |
| Dutch Albums Chart                 | 4              |
| Finnish Albums Chart               | 28             |
| French Albums Chart                | 4              |
| German Albums Chart                | 4              |
| Hungarian Albums Chart             | 1              |
| Irish Albums Chart                 | 3              |
| Italian Albums Chart               | 20             |
| Japanese Albums Chart              | 7              |
| Mexican Albums Chart               | 1              |
| New Zealand Albums Chart           | 2              |
| Norwegian Albums Chart             | 9              |
| Polish Albums Chart                | 42             |
| Portuguese Albums Chart            | 6              |
| South African Albums Chart         | 14             |
| South Korean Albums Chart          | 2              |
| Gaon International Albums Chart    | 1              |
| Spanish Albums Chart               | 9              |
| Swedish Albums Chart               | 11             |
| Swiss Albums Chart                 | 1              |
| G-Music International Albums Chart | 5              |
| G-Music Western Albums Chart       | 2              |
| UK Albums Chart                    | 1              |
| US Billboard 200                   | 1              |

| Lista (2012)                           | Posición |
| -------------------------------------- | -------- |
| Australian Albums Chart                | 38       |
| Danish Albums Chart                    | 58       |
| South Korea International Albums Chart | 28       |
| Hungarian Albums Chart                 | 45       |
| UK Albums Chart                        | 24       |

| Lista (2013)                           | Posición |
| -------------------------------------- | -------- |
| Argentine Yearly Albums (CAPIF)        | 28       |
| Australian Albums Chart                | 3        |
| Austria Albums Chart                   | 44       |
| Belgian Albums Chart (Flanders)        | 5        |
| Belgian Albums Chart (Wallonia)        | 8        |
| Canadian Albums Chart                  | 4        |
| Danish Albums Chart                    | 29       |
| Dutch Albums Chart                     | 19       |
| French Albums Chart                    | 5        |
| German Albums Chart                    | 64       |
| Hungarian Albums Chart                 | 24       |
| Irish Albums Chart                     | 10       |
| Japanese Albums Chart                  | 27       |
| Mexican Albums Chart                   | 7        |
| New Zealand Albums Chart               | 3        |
| South Korea International Albums Chart | 18       |
| Spanish Albums Chart                   | 20       |
| Swiss Albums Chart                     | 8        |
| UK Albums Chart                        | 6        |
| US Billboard 200                       | 4        |

| Lista (2014)             | Posición |
| ------------------------ | -------- |
| Australian Albums Chart  | 57       |
| Mexican Albums Chart     | 9        |
| New Zealand Albums Chart | 13       |
| US Billboard 200         | 29       |

| Lista (2015)         | Posición |
| -------------------- | -------- |
| Mexican Albums Chart | 63       |
| US Billboard 200     | 129      |

## Certificaciones
| Territorio           | Organismo certificador | Certificación        | Ventas certificadas | Simbolización | Ref.          |        |        |        |
| Europa               | Europa                 | Europa               | Europa              | Europa        | Europa        | Europa | Europa | Europa |
| -------------------- | ---------------------- | -------------------- | ------------------- | ------------- | ------------- | ------ | ------ | ------ |
| Austria              | IFPI Austria           | Oro                  | 10,000              |               | [ 60 ]        |        |        |        |
| Bélgica              | BEA                    | Oro                  | 15,000              |               | [ 61 ]        |        |        |        |
| Dinamarca            | IFPI Dinamarca         | Oro                  | 10,000              |               | [ 62 ]        |        |        |        |
| Francia              | SNEP                   | Diamante             | 500,000             | Diamante      | [ 63 ]        |        |        |        |
| Alemania             | BVMI                   | Platino              | 200,000             | Platino       | [ 64 ]        |        |        |        |
| Hungría              | MAHASZ                 | Platino              | 6,000               | Platino       | [ 65 ]        |        |        |        |
| Irlanda              | IRMA                   | 2x Platino           | 30,000              | 2 x Platino   | [ 66 ]        |        |        |        |
| Italia               | FIMI                   | Oro                  | 30,000              | Oro           | [ 67 ]        |        |        |        |
| España               | PROMUSICAE             | Platino              | 40,000              | Platino       | [ 68 ]        |        |        |        |
| Suecia               | GLF                    | Platino              | 40,00               | Platino       | [ 69 ]        |        |        |        |
| Suiza                | IFPI Suiza             | Platino              | 30,000              | Platino       | [ 70 ]        |        |        |        |
| Reino Unido          | BPI                    | 3× Platino           | 900,000             | 3 x Platino   | [ 71 ]        |        |        |        |
| Totalː Europa (IFPI) | Totalː Europa (IFPI)   | Totalː Europa (IFPI) | 1,000,000           | -             | [ 72 ]        |        |        |        |
| Oceania              |                        |                      |                     |               |               |        |        |        |
| Australia            | ARIA                   | 3× Platino           | 210,000             | 3 x Platino   | [ 73 ]        |        |        |        |
| Nueva Zelanda        | RIANZ                  | 3× Platino           | 45,000              | 3 x Platino   | [ 74 ]        |        |        |        |
| Asia                 |                        |                      |                     |               |               |        |        |        |
| Japón                | RIAJ                   | Oro                  | 186,825             | Oro           | [ 75 ] [ 76 ] |        |        |        |
| América              |                        |                      |                     |               |               |        |        |        |
| Canadá               | Music Canada           | 3× Platino           | 240,000             | 3 x Platino   | [ 77 ]        |        |        |        |
| México               | AMPROFON               | 2× Platino+Oro       | 150,000             | 3 x Platino   | [ 78 ]        |        |        |        |
| Brasil               | ABPD                   | Platino              | 40,000              | Platino       | [ 79 ]        |        |        |        |
| Estados Unidos       | RIAA                   | 4× Platino           | 4,000,000           | 4 x Platino   | [ 80 ]        |        |        |        |

## Historial de lanzamientos
| Región          | Fecha                   | Discográfica(s)     | Formatos                 | Edición                    |
| --------------- | ----------------------- | ------------------- | ------------------------ | -------------------------- |
| Australia       | 7 de diciembre de 2012  | Atlantic Records    | CD, Descarga digital     | Estándar                   |
| Bélgica         | 7 de diciembre de 2012  | Warner Music Group  | CD, Descarga digital     | Estándar                   |
| Finlandia       | 7 de diciembre de 2012  | Warner Music Group  | CD, descarga digital, LP | Estándar                   |
| Irlanda         | 7 de diciembre de 2012  | Atlantic Records    | CD, descarga digital     | Estándar                   |
| Alemania        | 7 de diciembre de 2012  | Atlantic Records    | CD, descarga digital, LP | Estándar                   |
| Nueva Zelanda   | 7 de diciembre de 2012  | Warner Music Group  | CD, descarga digital     | Estándar                   |
| Países Bajos    | 7 de diciembre de 2012  | Warner Music Group  | CD, descarga digital     | Estándar                   |
| Noruega         | 7 de diciembre de 2012  | Warner Music Group  | CD, descarga digital     | Estándar                   |
| Suiza           | 7 de diciembre de 2012  | Warner Music Group  | CD, descarga digital     | Estándar                   |
| República Checa | 10 de diciembre de 2012 | Warner Music Group  | CD, descarga digital     | Estándar                   |
| Dinamarca       | 10 de diciembre de 2012 | Warner Music Group  | CD, descarga digital     | Estándar                   |
| Francia         | 10 de diciembre de 2012 | Atlantic Records    | CD, descarga digital     | Estándar                   |
| Grecia          | 10 de diciembre de 2012 | Warner Music Group  | CD, descarga digital     | Estándar                   |
| Hungría         | 10 de diciembre de 2012 | Warner Music Group  | CD, descarga digital     | Estándar                   |
| Polonia         | 10 de diciembre de 2012 | Warner Music Group  | CD, digital download     | Estándar                   |
| Portugal        | 10 de diciembre de 2012 | Warner Music Group  | CD, digital download     | Estándar                   |
| Suecia          | 10 de diciembre de 2012 | Warner Music Group  | CD, digital download     | Estándar                   |
| Reino Unido     | 10 de diciembre de 2012 | Atlantic Records    | CD, digital download     | Estándar                   |
| Canadá          | 11 de diciembre de 2012 | Warner Music Canada | CD, digital download     | Estándar Edición de Target |
| Italia          | 11 de diciembre de 2012 | Atlantic Records    | CD, Descarga digital, LP | Estándar                   |
| México          | 11 de diciembre de 2012 | Warner Music Group  | CD, Descarga digital     | Estándar                   |
| España          | 11 de diciembre de 2012 | Atlantic Records    | CD, Descarga digital     | Estándar                   |
| Taiwán          | 11 de diciembre de 2012 | Warner Music Group  | CD, Descarga digital     | Estándar                   |
| Estados Unidos  | 11 de diciembre de 2012 | Atlantic Records    | CD, Descarga digital     | Estándar Edición de Target |
| Japón           | 12 de diciembre de 2012 | Warner Music Japan  | CD, Descarga digital     | Estándar                   |
| Brasil          | 13 de diciembre de 2012 | Warner Music Group  | CD, Descarga digital     | Estándar                   |
| Nueva Zelanda   | 5 de diciembre de 2013  | Atlantic Records    | CD                       | Edición de lujo            |
| Japón           | 9 de noviembre de 2013  | Warner Music Japan  | CD+DVD                   | Edición japonesa           |
| Reino Unido     | 11 de noviembre de 2013 | Atlantic Records    | CD                       | Edición de lujo            |
| España          | 12 de noviembre de 2013 | Atlantic Records    | CD                       | Edición de lujo            |
| Australia       | 15 de noviembre de 2013 | Atlantic Records    | CD                       | Edición de lujo            |
| Alemania        | 22 de noviembre de 2013 | Atlantic Records    | CD                       | Edición de lujo            |
| Francia         | 25 de noviembre de 2013 | Atlantic Records    | CD                       | Edición de lujo            |